# Corrano
Corrano (in corso Currà) è un comune francese di 87 abitanti situato nel dipartimento della Corsica del Sud nella regione della Corsica.

## Società

### Evoluzione demografica
Abitanti censiti